# Vyměřování světa
Vyměřování světa (2005, německy Die Vermessung der Welt) je román německého spisovatele Daniela Kehlmanna. Vypráví příběh dvou německých vědců, přírodovědce Alexandera von Humboldta a matematika Carla Friedricha Gausse. Zatímco Alexander von Humboldt cestuje po světě, sbírá rostliny a provádí různá geografická měření, Carl Friedrich Gauss pobývá převážně doma a Zemi měří na papíře pomocí matematických a fyzikálních výpočtů. Ke konci života se pak oba potkají na vědeckém kongresu v Berlíně. Román je částečně založen na životopisných faktech. Jen v Německu se prodalo více než milion výtisků.

## Děj
Román začíná popisem cesty Carla Friedricha Gausse a jeho syna Evžena na Německý přírodovědecký kongres do Berlína, kam ho pozval Alexander von Humboldt. V dalších kapitolách ale začne střídavě retrospektivně popisovat život obou vědců.
Když byl Alexander malý, majordomus Kunth rozhodl, že je třeba ho vzdělávat v přírodních vědách, zatímco jeho staršího bratra Wilhelma von Humboldta v literatuře. Bratři byli vyučováni doma, pak Alexander vystudoval Hornickou akademii ve Freibergu, kde přednášel Abraham Werner, zastánce "neptunismu", podle kterého je zemské jádro pevné a oheň při sobečných výbuších vzniká spalováním uhlí v podzemí. Alexander se stal "asesorem důlního a sklářského oddělení", zkoumal doly a jeskyně (vyvinul dýchací přístroj), ale prováděl i jiné přírodovědecké experimenty. Pak se ale rozhodl, že podnikne výpravu do Nového světa a dal výpověď. Nakoupil množství měřicích přístrojů a odjel do Paříže. Zde se seznámil s botanikem a lékařem Aimé Jacquem Alexandrem Bonplandem a společně cestovali do Španělska (Humboldt cestou změřil každý kopec, kolem kterého projížděli) a po nějaké době se nalodili a dopluli do Jižní Ameriky. Zde Humboldt zkoumal téměř vše, počítal vši ve vlasech domorodých žen, navštívil jeskyně a zatmění Slunce využil k přesnému geografickému zaměření města na pobřeží, od kterého chtěl zaměřit spojovací kanál mezi Orinokem a Amazonkou, který se rozhodl objevit, což se mu zanedlouho také podařilo. Měl ale několik nepříjemných příhod a kolem sebe stále spousty komárů, Aimé Bonpland na tom ale byl hůře, jemu se nevyhýbala různá neštěstí, od horeček po zasažení proudem elektrických úhořů. Humboldt neschvaloval Bonplandovy románky s různými ženami, které cestou potkávali a nepolevoval ve svém vědeckém úsilí, nashromáždil mnoho beden vzorků rostlin, kamenů, kostí, chytal také živá zvířata. Odvážil se vypít smrtelný jed kurare a tím objevil, že aby způsobil smrt, musí se dostat do krve. Seznámili se s botanikem Mustisem. Humboldt se také stále zajímal o sopky, vylezl např. na Pinchinchu a Chimborazo, kterou pokládal za nejvyšší horu světa. Alexander von Humboldt byl stále slavnější a k jeho výpravě se přidávali novináři i domorodci. Vylezli na Popocatépetl a navštívili několik měst zaniklých indiánských civilizací. V Teotihuacánu Humboldt spočítal, kde vychází a zapadá Slunce při slunovratu a zjistil, že celé město je vlastně kalendářem. Na sopce Jorullo se nechal spustit na laně do kráteru a pak nadšeně vyhlásil, že neptunismus byl vyvrácen. Poté se vypravili do USA a vrátili se do Evropy.
Carl Friedrich Gauss se narodil v chudé rodině zahradníka, byl však zázračné dítě, naučil se sám od sebe číst a ve škole během chvilky spočítal součet všech čísel od 1 do 100 (50 × 101 = 5050; viz aritmetická řada). Na radu učitelů ho otec dal na gymnázium, kde odvodil několik matematických zákonů. Když Gaussovým rodným Braunschweigem projížděl Jean-François Pilâtre de Rozier, průkopník létání balonem, malý Gauss ho přemluvil k vyhlídkovému letu, během kterého přišel na to, že se všechny rovnoběžné přímky dotýkají. Pak objevil konstrukci 17-úhelníku a vytvořil své životní dílo Disquisitiones Arithmeticae, jehož jeden exemplář dovezl také do Königsbergu Immanuelu Kantovi. Pak se zasnoubil se svou budoucí ženou Johannou (o svatební noci vyskočil z postele, aby si mohl poznamenat rovnici důležitou pro teorii o zakřivení prostoru), měl ale také vztah s ruskou prostitutkou Ninou. Během práce občas v nějakém časopise narazil na článek Wilhelma von Humboldta o objevech jeho bratra v Novém světě. Určitý přelom v Gaussově životě představovalo vypočítání dráhy nově objeveného Ceresu, díky kterému se stal slavným a začal se více zabývat u lidí oblíbenou astronomií. Byl stále zabrán do svých myšlenek, že např. napoleonské války zprvu ani nezaznamenal. Pak při porodu zemřela jeho žena Johanna a Gauss si vzal její kamarádku Mínu, kterou ale neměl rád, nebyl schopen se ale postarat o své děti. Pak pracoval na vyměření triangulačních bodů.
Během Německého přírodovědeckého kongresu se Gaussův syn Evžen zapletl do srocení studentů nadšených z publikace Německý tělocvik a byl zatčen. Gauss mimochodem poradil průkopníkovi fotografie Daguerreovi, Humboldtovu chráněnci, jak ustálit jodid stříbrný. Seznámil se s vynálezcem Weberem a začal s ním spolupracovat. Alexander von Humboldt podnikl ještě výpravu do Ruska, ale musel se věnovat spíše společenským povinnostem a sběr přírodnin za něho k jeho nelibosti prováděli spolupracovníci. Kniha končí tím, jak vyhoštěný Evžen Gauss odjíždí do Ameriky.

## Postavy
- Carl Friedrich Gauss, jeho žena Johanna a druhá žena Mína, syn Evžen Gauss
- Alexander von Humboldt
- Aimé Jacques Alexandre Bonpland
- Wilhelm von Humboldt
- Abraham Werner
- José Celestino Mutis
- Immanuel Kant
- Louis Daguerre
- Wilhelm Weber
- Jean-François Pilâtre de Rozier

## Česká vydání
- Vyměřování světa, překlad Tomáš Dimter, Vakát, Brno, 2007 ISBN 978-80-903815-2-0